# Mesophelliopsis pernambucensis
Mesophelliopsis pernambucensis är en svampart som beskrevs av Bat. & A.F. Vital 1957. Mesophelliopsis pernambucensis ingår i släktet Mesophelliopsis, ordningen Agaricales, klassen Agaricomycetes, divisionen basidiesvampar och riket svampar.   Inga underarter finns listade i Catalogue of Life.